# Crepidium purpureiflorum
Crepidium purpureiflorum är en orkidéart som först beskrevs av Oakes Ames och Eduardo Quisumbing y Argüelles, och fick sitt nu gällande namn av Mark Alwin Clements och David Lloyd Jones. Crepidium purpureiflorum ingår i släktet Crepidium, och familjen orkidéer. Inga underarter finns listade i Catalogue of Life.